# Opactwo w Klosterneuburgu

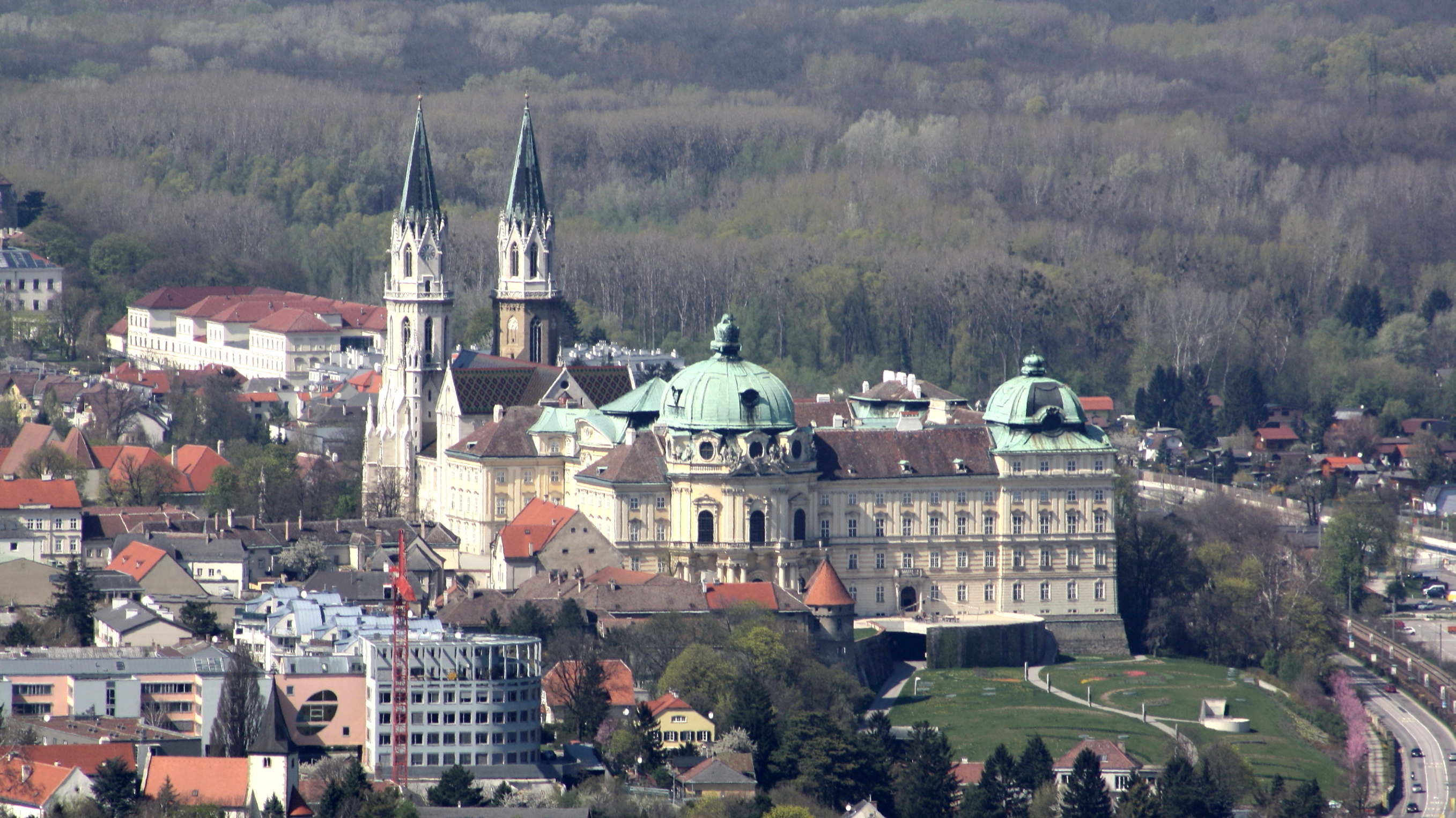
Opactwo w Klosterneuburgu – widok ogólny

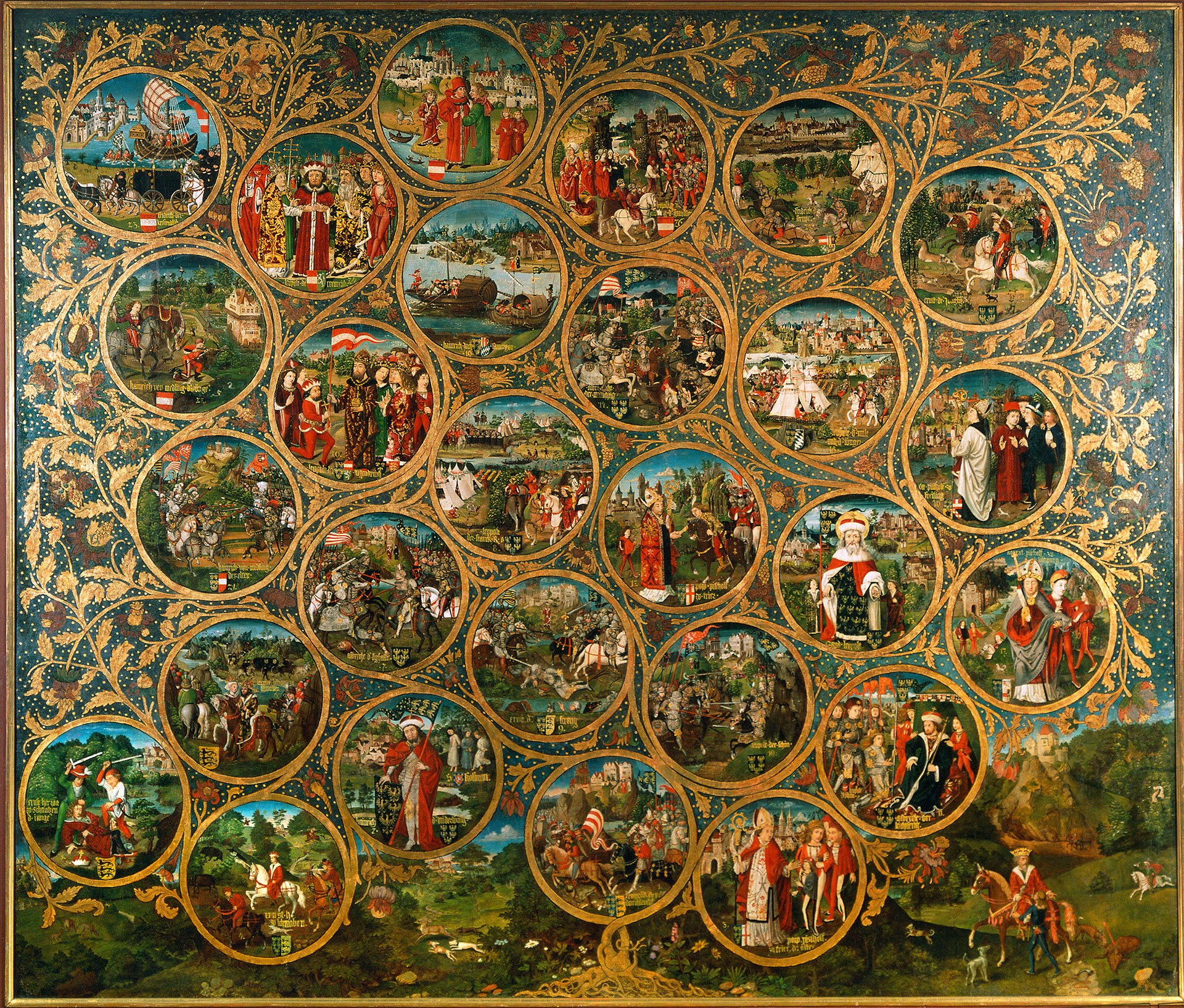
Drzewo genealogiczne Babanbergów (fragment XV-wiecznego tryptyku ze zbiorów klasztornych)

Opactwo w Klosterneuburgu (niem. Stift Klosterneuburg) – kompleks zabudowań klasztornych, zlokalizowanych w centrum Klosterneuburga (Dolna Austria), 4 km na północny zachód od granic administracyjnych Wiednia. Jeden z najważniejszych ośrodków sakralnych i kulturowych Austrii.

## Dzieje opactwa

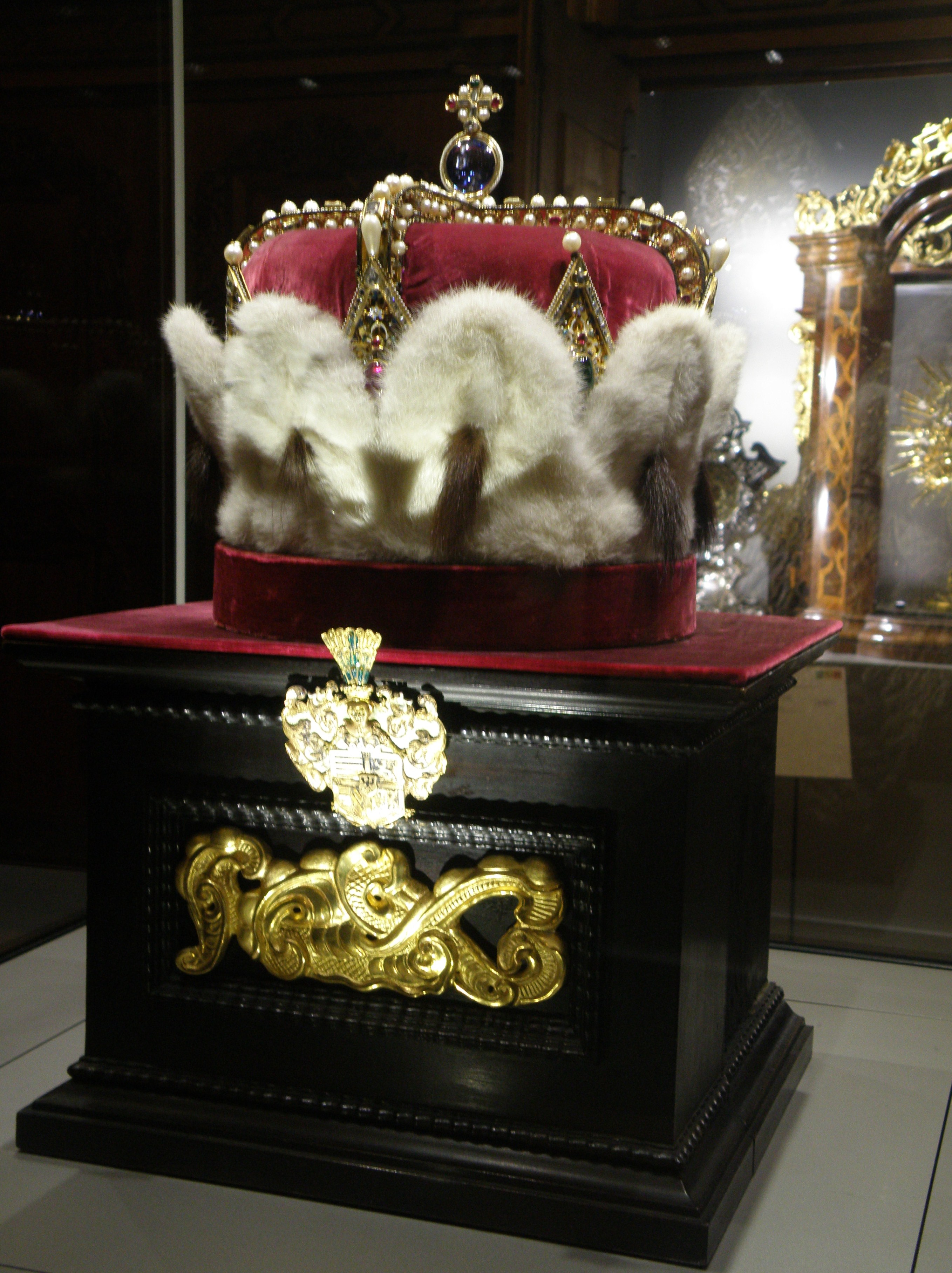
Kapelusz austriackiego księcia - Klasztor kanoników augustianów w Klosterneuburgu

Położony nad Dunajem klasztor należy do kanoników regularnych sprowadzonych tu w 1133 przez margrabiego Leopolda III Babenberga i jego żonę Agnieszki von Waiblingen. Zbudowano go obok nieistniejącej już rezydencji Babenbergów. Kościół pod wezwaniem Najświętszej Marii Panny wzniesiono w latach 1114–1136 w stylu romańskim w formie trójnawowej bazyliki z transeptem i prezbiterium zamkniętym półokrągła absydą. 
W 1220 wzniesiono kaplicę znaną jako Capella Speciosa, pierwszy znany przykład architektury gotyckiej w Austrii. Ufundował ją książę Leopold VI Sławny. Pełniła ona rolę kaplicy zamkowej Babenbergów. Została zniszczona w XVIII w. Z zachowanych fundamentów wynika, iż była to jednonawowa budowla z zachodnią emporą przeznaczoną dla władcy. Nawa składała się z trzech przęseł i była zamknięta wieloboczną absydą. W średniowieczu klasztor mieścił szkołą iluminatorską. Opactwo było przekształcone w XIV i XV w. Przed 1592 wzniesiono obecną fasadę zachodnią.
W dobie baroku dokonano gruntownej przebudowy opactwa. W kościele klasztornym urządzono nowy wystrój wnętrza, w skład którego wchodzą m.in. ołtarz główny, ambona, stalle (M. Steinl), organy (J. G. Freundt) liczne ołtarze w nawach bocznych. Wnętrze otrzymało bogatą dekorację stiukową, wykonaną przez S. Bussiego (1680–1723) oraz freski, które namalował Johann Michael Rottmayr. W latach 1677–1680 przebudowano kapitularz przy krużgankach klasztornych na kaplicę Św. Leopolda (Leopoldskapelle) gdzie przeniesiono miejsce wiecznego spoczynku Leopolda III.
Na zlecenie cesarza Karol VI Habsburga dokonano wielkiej rozbudowy opactwa. Przedsięwzięcie to podyktowane względami dynastycznymi, zakładało wzniesienie w Klosterneuburgu austriackiego Eskurialu. Prace powierzono architektom Donatowi Felice d’Allio oraz Josephowi E. Fischerowi von Erlach. Udało się zrealizować jedynie część tych planów, po 1730 powstało monumentalne skrzydło wschodnie, zabudowania wokół dziedzińca mieszczące trakt cesarski z salami m.in. Cesarską (zdobioną freskami D. Grana), Terrana, reprezentacyjną klatką schodową. W latach 80. XIX w. austriacki architekt Friedrich von Schmidt przebudował w duchu neogotyckim fasadę zachodnią kościoła.
Położony na wysokim wzgórzu opactwo tworzą kościół i przylegające od strony wschodniej zabudowania klasztorne. W klasztorze znajdują się bezcenne dzieła sztuki średniowiecznej. W kaplicy Św. Leopolda znajduje się wykonany w 1181 przez Mikołaja z Verdun ołtarz, składający się z 51 złoconych plakietek z emaliowanymi przedstawieniami ze Starego i Nowego Testamentu. W klasztornym muzeum znajduje się XIV-wieczna Madonna z Klosterneuburga gotycka rzeźba, w dziale gotyckiego malarstwa tablicowego znajdują się kwatery Ołtarza Albrechta z ok. 1437 dzieło anonimowego artysty znanego jako Mistrz Ołtarza Albrechta oraz XVI-wieczny Ołtarz Leopolda. Namalowany w latach 1489–1492 przez Hansa Parta tryptyk przedstawia drzewo genealogiczne dynastii Babenbergów. 
Ponadto w klasztorze znajdują się cenne zbiory malarstwa książkowego. Opactwo w Klosterneuburgu było tematem kilku obrazów Egona Schielego, jeden z nich znajdują się w klasztornym muzeum.

## Galeria

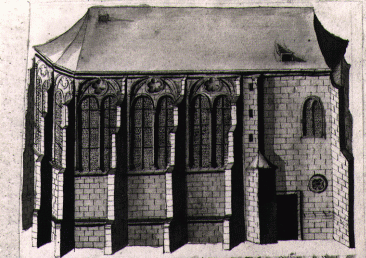
Capella Speciosa (rekonstrukcja)
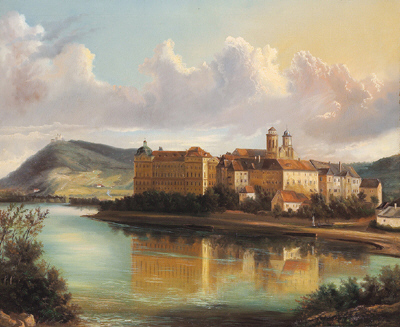
Opactwo według obrazu z XIX w.
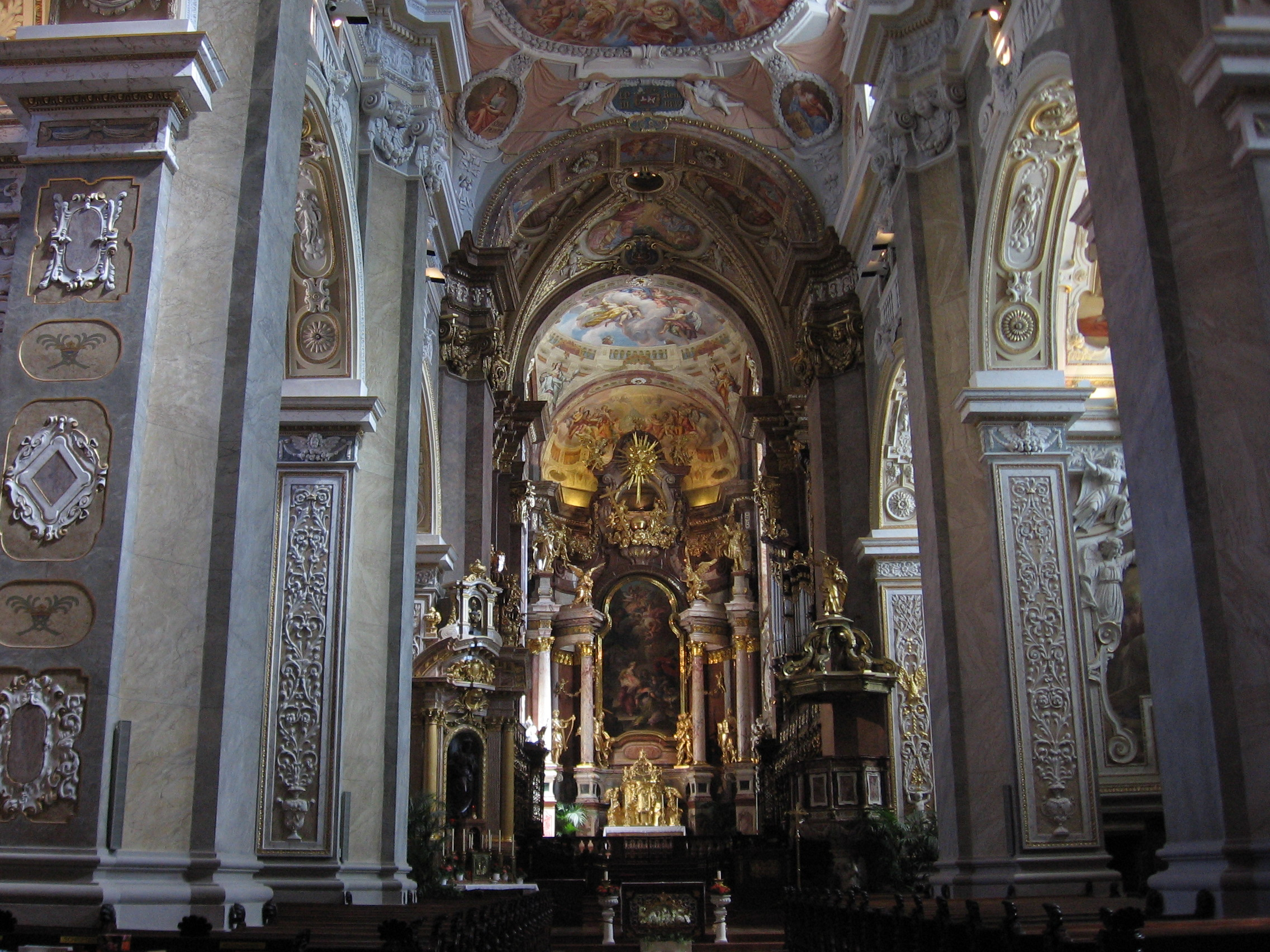
Wnętrze kościoła klasztornego
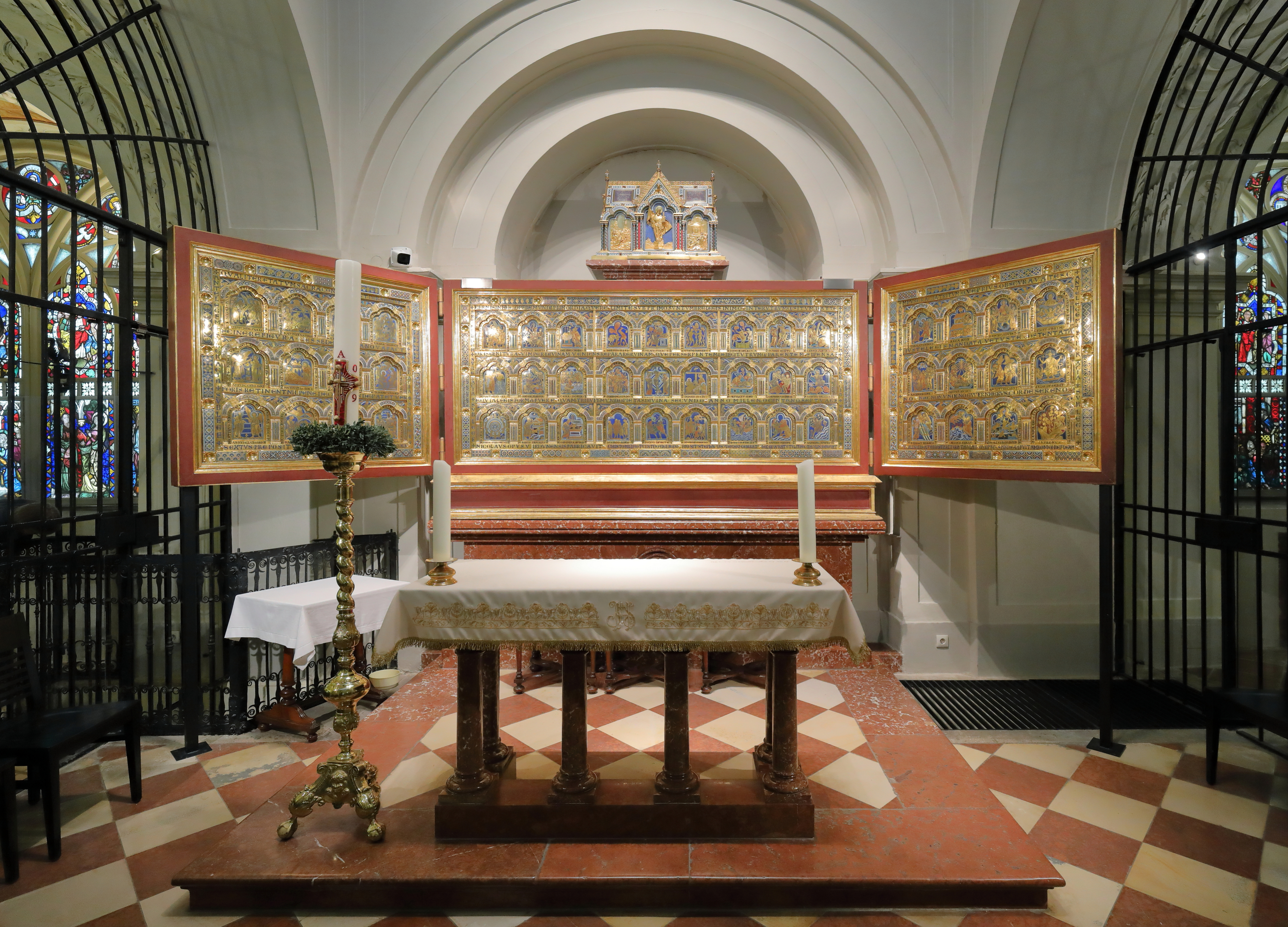
Ołtarz Mikołaja z Verdun
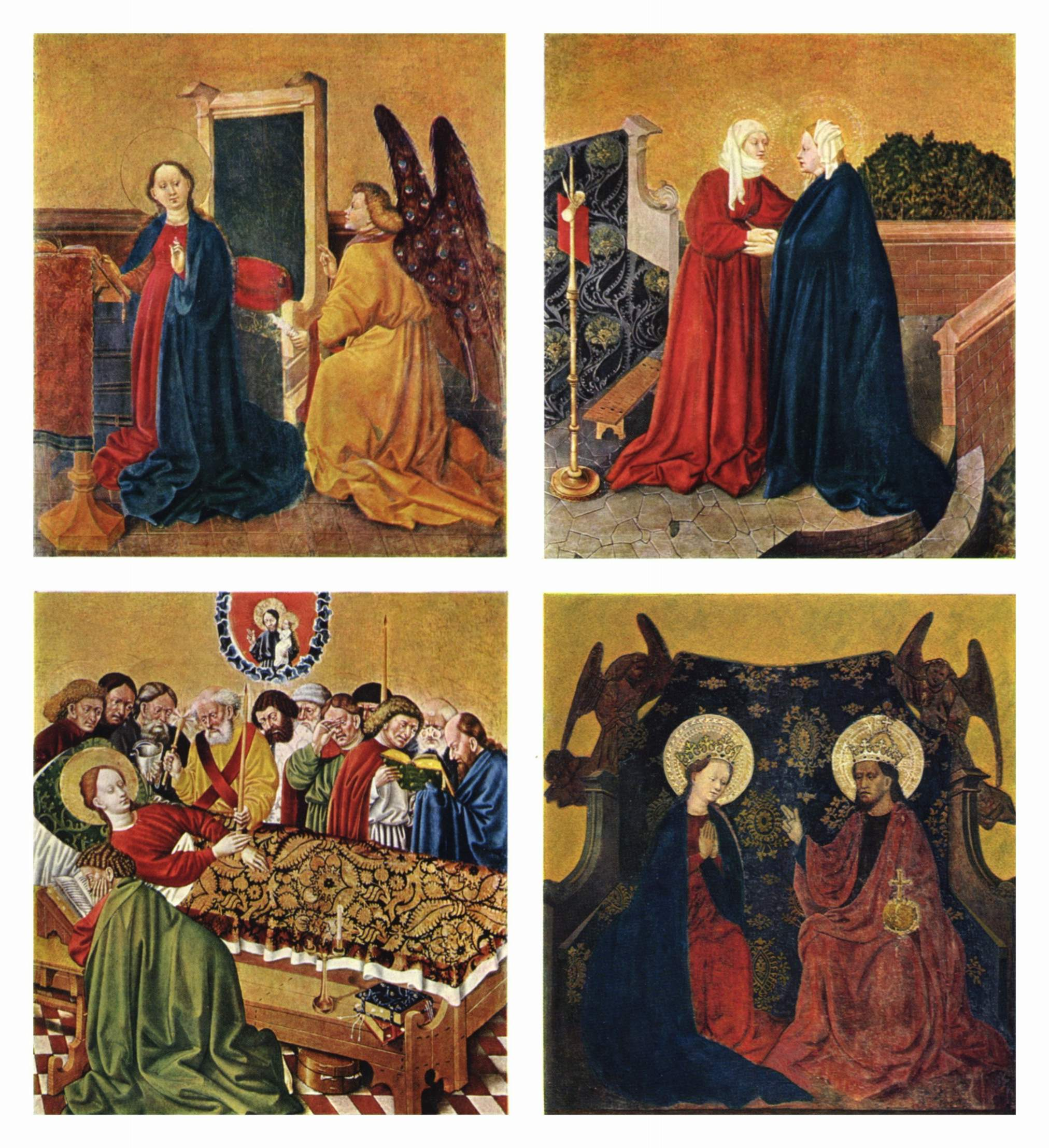
Fragment Ołtarza Albrechta
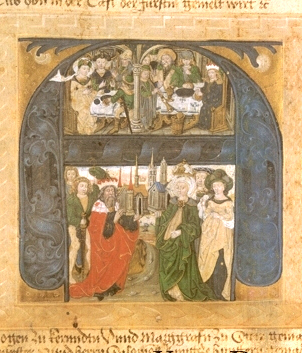
Tabulae Claustroneoburgenses
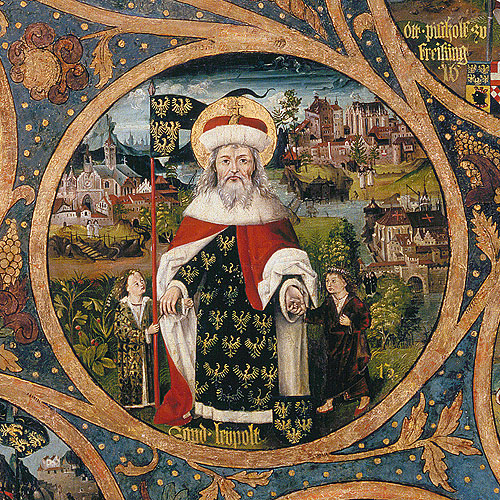
Książę Leopold III
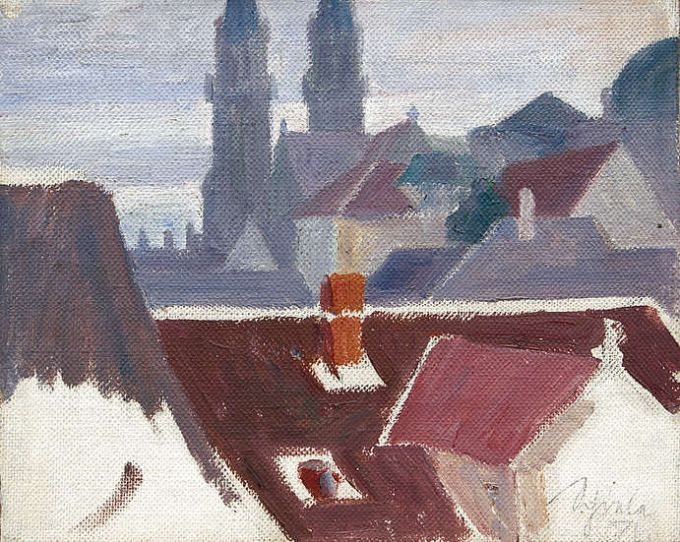
Egon Schiele – Widok Klosterneuburga
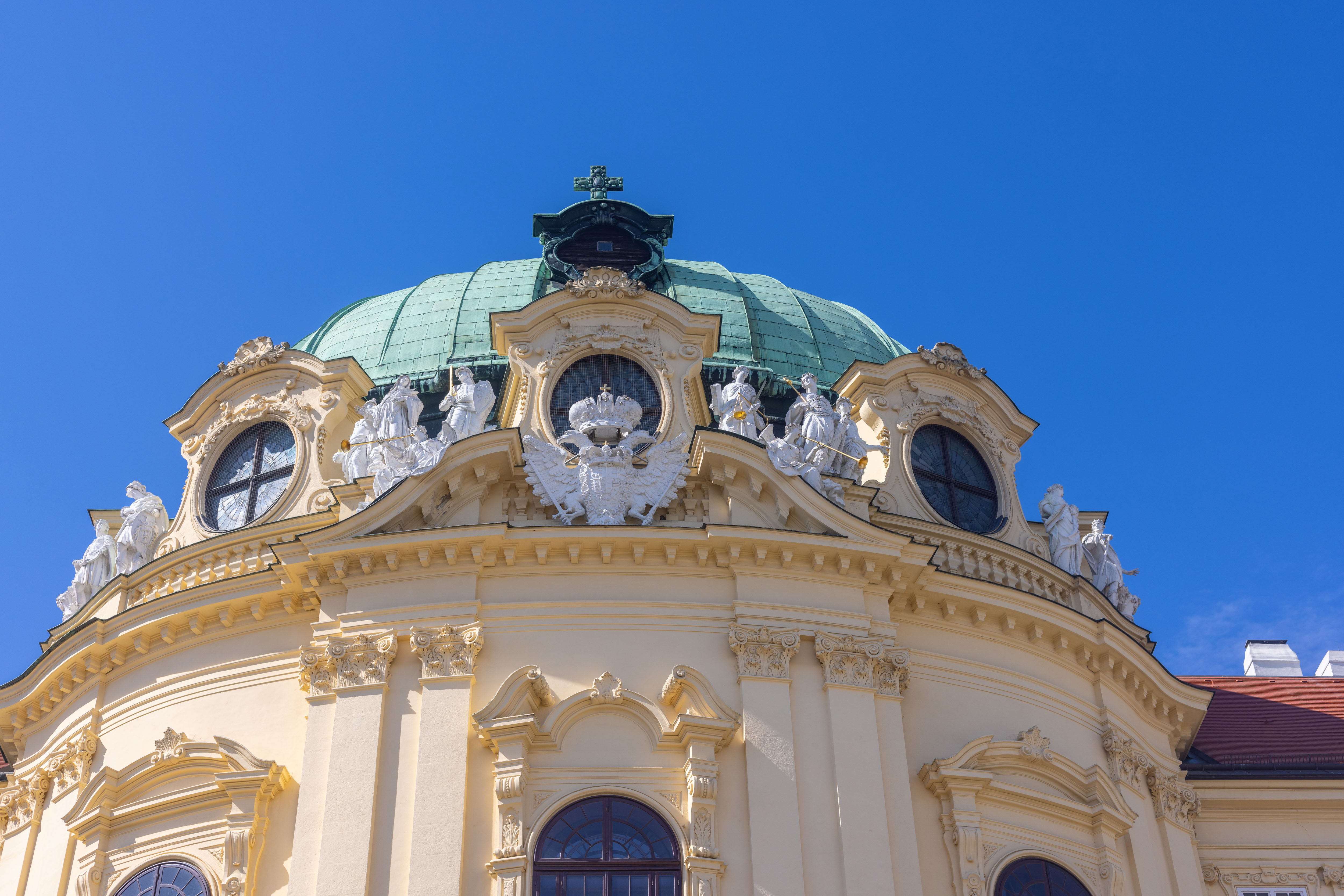
Zabytkowe detale architektoniczne na fasadzie klasztoru